# Лисинь
Лиси́нь (кит. упр. 利辛, пиньинь Lìxīn) — уезд городского округа Бочжоу провинции Аньхой (КНР).

## История
Во времена империи Мин в этих местах была почтовая станция Лисянь (利现铺). В начале XIX века она была упразднена, и это место стало использоваться местными жителями для торговли; постепенно название «Лисянь» исказилось в «Лисинь».
В 1964 году на стыке уездов Фуян, Гоян, Мэнчэн и Фэнтай был создан уезд Лисинь, в качестве названия которого было взято название бывшей почтовой станции; он вошёл в состав Специального района Фуян (阜阳专区). В 1971 году Специальный район Фуян был переименован в Округ Фуян (阜阳地区).
В 1996 году округ Фуян был расформирован, а на его месте был образован городской округ Фуян.
В 2000 году постановлением Госсовета КНР был создан городской округ Бочжоу, в состав которого вошли район городского подчинения Цяочэн (образованный на месте бывшего городского уезда Бочжоу, напрямую подчинявшегося властям провинции) и уезды Гоян, Лисинь и Мэнчэн (ранее входившие в состав городского округа Фуян).

## Административное деление
Уезд делится на 20 посёлков и 3 волости.